# Ячна крупа

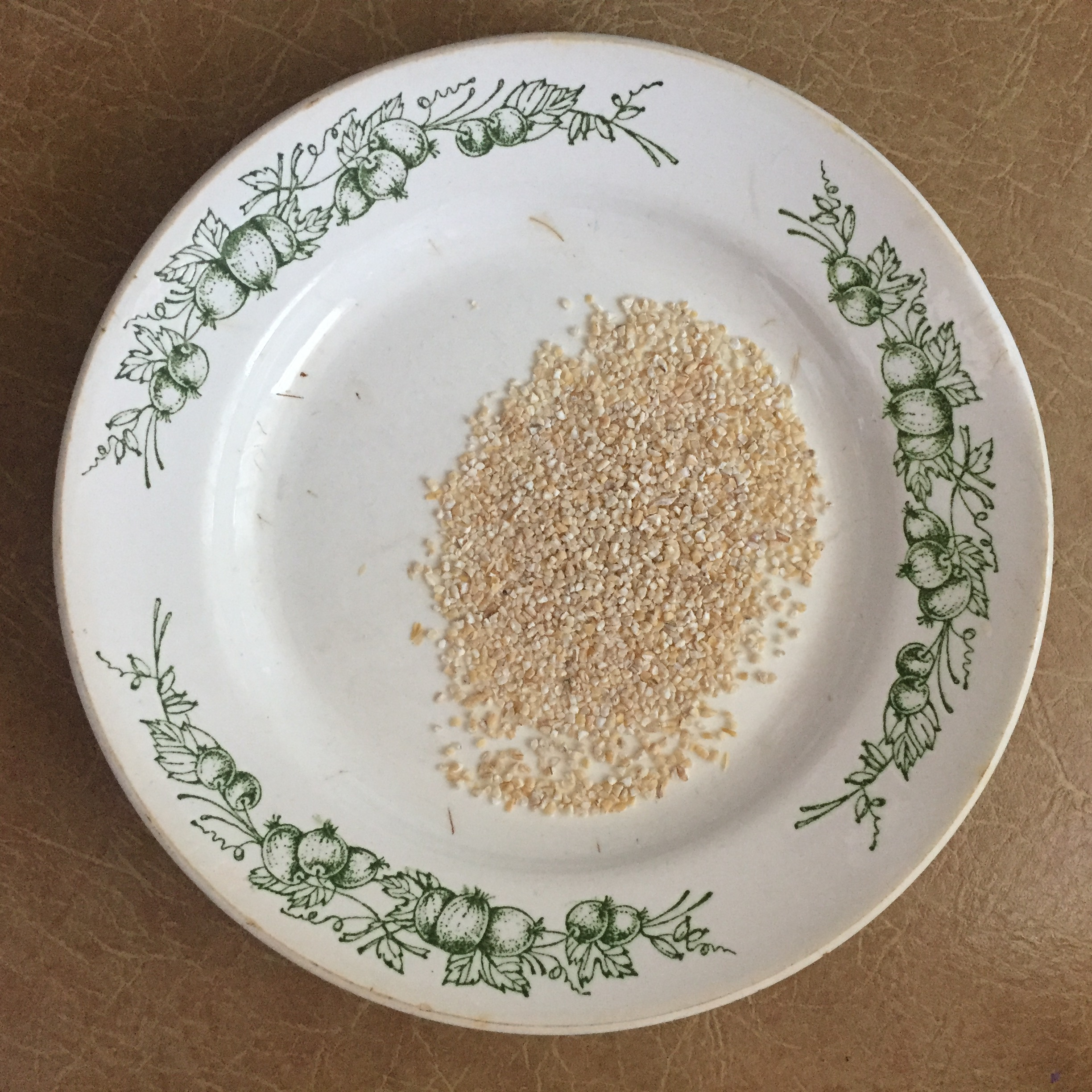
Ячна крупа

Я́чна крупа́ — вид ячмінної крупи, що отримується дробленням ячмінного зерна, попередньо звільненого від квіткових плівок, плодових оболонок, має вигляд білих або злегка жовтуватих гранул-крупинок неправильної форми з гострими гранями. На відміну від перлової крупи не піддається шліфовці і поліровці.
Крупа ділиться за розміром гранул, у радянському товарознавстві розрізняли за розміром три номерних крупи: № 1, 2 і 3. Окремий вид ячної крупи — плющена крупа, виготовляється за допомогою пропуску ядер між двома обертовими валами, одержуваний продукт за технологією, зовнішнім виглядом і властивостями схожий з вівсяними пластівцями.
Використовується в основному для приготування солодких молочних каш, часто — з фруктовими і ягідними добавками, рідше — для пудингів, запіканок, десертів, у шведській кухні — як засипка в супи; плющена крупа також іноді застосовується як інгредієнт для мюслі, граноли. Гранульована крупа готується 40—45 хвилин, збільшуючись в обсязі приблизно в 5 разів і даючи вихід до 4,5 кг на кілограм крупи; одержувана каша має в'язку консистенцію (на відміну від перлової, що дає розсипчастий гарнір). При охолодженні клейстеризований крохмаль швидко втрачає воду, внаслідок чого ячні каші швидко тверднуть.
Найбільшого поширення набула в скандинавській, українській та інших слов'янських кулінарних традиціях; у фінській кухні є страви з ячної крупи, попередньо вимоченої в кисляку. В СРСР масове виробництво ячної крупи освоєно в 1930-ті роки, завдяки невисокій вартості широко застосовувалася в громадському харчуванні, а у зв'язку з засвоюваністю і специфічною консистенцією — в дитячому харчуванні. У другій половині XX століття освоєна технологія промислового пропарювання ячної крупи (процес, схожий з пропарюванням рису), такі ячні крупи готуються як правило вдвічі швидше; на рубежі XX і XXI століть з'явилися ячні каші швидкого приготування, які не потребують варіння (заливаються кип'ятком).